# ニューアイルランド島
座標: 南緯3度50分 東経152度30分 / 南緯3.833度 東経152.500度
ニューアイルランド島（ニューアイルランドとう、英: New Ireland）は、ビスマルク諸島に属する島。パプアニューギニアのニューアイルランド州に属し、北端に州都で島内最大の街カビエンがある。南東から北西に伸びた細長い島であり長さ約300km、面積約7,000km2。最高峰は2,379mのタロン山である。西はビスマルク海に面する。
第一次世界大戦まではドイツ帝国領であり、島の名前はノイメクレンブルク島（独: Neumecklenburg）と呼ばれた。